# 李俊民 (1969年)
李俊民（1969年—），男，山东利津人，中华人民共和国农民。

## 生平
李俊民是山东省利津县汀罗镇皂二村村民，以收购和加工废塑料为生。从1997年开始，他跟妻子韩树霞一起，先后收留了600多名流浪汉，其中不少患有精神病，通过他们努力，帮助200多人找回了家，并为流浪汉们建起了“爱心家园”，提供基本的衣食，并组织这些流浪汉工人参加劳动。住在“爱心家园”的流浪汉，一般在30-50人左右。 

## 评价
对于李俊民的举动，大部分人持赞成的态度，也有一些人有另外的看法。利津县政府一些官员的观点是：因为李俊民利用流浪人员牟利了，所以，他的行为便不再是单纯的献爱心之举。民政局局长魏澄山认为，“处理此事，他们面临两个难题：一是他们可以解决当地流浪人员的一时之需，但无力救助来自全国各地的流浪人员；二是如果李俊民不组织流浪汉劳动牟利的话，政府可以支持他，但他目前的做法让他们感到为难”，同时魏澄山认为“如果他收留这些流浪汉后没让他们劳动，我们肯定会很支持。但李俊民收留的这些人都是青壮年。”但这个观点受到质疑，皂二村村支书刘孟岭则认为：“这些年来，李俊民收留的流浪汉最大的70岁，最小的十五六岁，怎么能说只收留青壮年呢？去年，他‘捡’回的那个老丁，六十多岁了，双目失明，什么都干不了。李俊民养了他5个月，你能说这是为了让他干活儿吗？”